# Alvajárók (film, 2008)
Az Alvajárók (eredeti címén: Sleepwalking) egy 2008-as amerikai dráma Nick Stahl és Charlize Theron főszereplésével.

## Történet
Joleen Reedy férjét letartoztatják, így kénytelen kiköltözni a lakásból 12 éves lányával együtt. Öccséhez, James-hez (Nick Stahl) költözik, aki szívesen fogadja őket. Hamarosan Joleen lelép egy férfival, lányát pedig testvérénél hagyja, aki pont elvesztette az állását, így nem tud vigyázni a gyerekre, aki ezért állami gondozókhoz kerül. James kénytelen átértékelni és újrakezdeni az életét.

## Szereplők
| Szerep       | Színész             | Magyar hang     |
| ------------ | ------------------- | --------------- |
| James        | Nick Stahl          | Hevér Gábor     |
| Tara         | AnnaSophia Robb     | Kántor Kitty    |
| Joleen       | Charlize Theron     | Orosz Anna      |
| Randall      | Woody Harrelson     | Stohl András    |
| Mr. Reedy    | Dennis Hopper       | Szersén Gyula   |
| Woll nyomozó | Mathew St. Patrick  | Király Attila   |
| Danni        | Deborra-Lee Furness | Törtei Tünde    |
| Will         | Callum Keith Rennie | Király Adrián   |
| Mr. Bergen   | Ken Mitchell        | Palóczy Frigyes |
| Mrs. Bergen  | Jean Freeman        | Némedi Mari     |